# Fábrica de Porcelanas Allach
A Porzellanmanufaktur Allach foi uma fábrica de porcelanas sediada em Munique-Allach e pertencente à Schutzstaffel que funcionou de 1936 a 1945.

## História
A fábrica foi fundada em 1935 - como empresa privada - e foi adquirida pela Schutzstaffel no ano seguinte. Sob os auspícios da SS, a direção do empreendimento foi entregue ao professor Karl Diebitsch, supervisor do Departamento de Pesquisa Cultural do Reich. Ele também contou com o auxílio dos mais estimados artistas da Alemanha nazista, tais como Josef Thorak, Theodor Kärner, Bruno Galke e Franz Nagy.
Em 1937 uma fábrica secundária foi instalada no campo de concentração de Dachau para explorar a mão-de-obra dos prisioneiros.
A principal loja das porcelanas localizava-se na Hermann Göringstraße, em Berlim, e os itens estavam disponíveis para todos os consumidores do Reich, inclusive nos territórios ocupados.
Himmler queria "arte em todas as residências alemãs, mas primeiro para os membros da SS", ademais esperava que as porcelanas estabelecessem uma nova moda no Terceiro Reich. Ele temia a degeneração causada pela "arte barata" (Verkitschung) e, portanto, incentivou a produção daquilo que ele considerava "artisticamente valioso" (Künstlerisch wertvolle). Mais da metade das porcelanas foram produzidas sob ordens diretas de Himmler para presentear os membros da SS. A fábrica era uma espécie de projeto particular do Reichsführer e perdeu mais de 90% do capital investido (45.000 Reichsmarks) no primeiro ano de funcionamento.